# メイド・イン・ヘヴン (クイーンのアルバム)
『メイド・イン・ヘヴン』 (Made in Heaven) は、イギリスのロックバンド・クイーンが1995年に発表したアルバム。

## 概要
フレディ・マーキュリーの死後に発売されたアルバム。
1991年初頭、アルバム『イニュエンドウ』の製作後、スイス、モントルーのクイーンが所有するマウンテンスタジオで4週間のセッションが行われ、数曲分の曲の断片が録音された。
フレディの死去から4年後、ブライアン・メイとロジャー・テイラーのソロ活動を経て追加レコーディングと編集作業が行われた。セッション時に残された音源やデモに近い録音作品、過去のアルバム製作中に没になった楽曲に、存命のメンバー3人がオーバー・ダビングして作られた。収録時間に足りない分は各メンバーのソロ作品や、それに近い位置付けの曲が収録された。サウンド的にはブライアンが主導権を握っている。
条件付きのラストアルバムで、ほぼバラードや比較的ポップな曲が収められ、アルバムのタイトル通り天国を連想させる透明感のあるサウンドに仕上がっている。
また紙ジャケット版は、朝焼けと夕焼けの2種類が存在する。

## プロモーション・ビデオ
シングル「ヘヴン・フォー・エヴリワン」のプロモーションビデオは映画『月面旅行』の一部を引用し、更にメンバーが映像を重ねる編集を行い製作した。
「ボーン・トゥ・ラヴ・ユー」のプロモーション・ビデオは、フレディのソロ版のビデオに、ブライアンとロジャーとジョンが1986年のウェンブリー・スタジアムでのライヴ映像をコラージュしている。

## 発売日
- イギリス - 1995年11月6日
- 日本 - 1995年11月17日

## 収録曲
| #         | タイトル                                                                          | 作詞・作曲         | 時間  |
| --------- | --------------------------------------------------------------------------------- | ------------------ | ----- |
| 1.        | 「イッツ・ア・ビューティフル・デイ」(It's A Beautiful Day)                        | Queen              | 2:34  |
| 2.        | 「メイド・イン・ヘヴン」(Made in Heaven)                                          | Freddie Mercury    | 5:24  |
| 3.        | 「レット・ミー・リヴ」(Let Me Live)                                               | Queen              | 4:46  |
| 4.        | 「マザー・ラヴ」(Mother Love)                                                     | Mercury, Brian May | 4:50  |
| 5.        | 「マイ・ライフ・ハズ・ビーン・セイヴド」(My Life Has Been Saved)                  | John Deacon        | 3:15  |
| 6.        | 「ボーン・トゥ・ラヴ・ユー」(I Was Born To Love You)                              | Mercury            | 4:50  |
| 7.        | 「ヘヴン・フォー・エヴリワン」(Heaven for Everyone)                               | Roger Taylor       | 5:36  |
| 8.        | 「トゥー・マッチ・ラヴ・ウィル・キル・ユー」(Too Much Love Will Kill You)         | May                | 4:20  |
| 9.        | 「ユー・ドント・フール・ミー」(You Don't Fool Me)                                 | Queen              | 5:25  |
| 10.       | 「ウインターズ・テイル」(A Winter's Tale)                                         | Queen              | 3:50  |
| 11.       | 「イッツ・ア・ビューティフル・デイ (リプライズ)」(It's A Beautiful Day (reprise)) | Mercury            | 3:01  |
| 12.       | 「Yeah」(Yeah)                                                                    | Queen              | 0:04  |
| 13.       | 「TRACK 13」(TRACK 13)                                                            | Queen              | 22:35 |
| 合計時間: | 合計時間:                                                                         | 合計時間:          | 70:30 |

| #         | タイトル | 作詞・作曲 | 時間  |
| --------- | --- | ---------- | ----- |
| 1.        | 「ヘヴン・フォー・エヴリワン (シングル・ヴァージョン)」(Heaven for Everyone (Single Version))                              | Taylor     | 4:41  |
| 2.        | 「イッツ・ア・ビューティフル・デイ (シングルB面ヴァージョン)」(It's A Beautiful Day (B-Side Version))                      | Queen      | 4:00  |
| 3.        | 「マイ・ライフ・ハズ・ビーン・セイヴド (シングルB面ヴァージョン)」(My Life Has Been Saved (1989 B-Side Version))           | Deacon     | 3:16  |
| 4.        | 「ボーン・トゥ・ラヴ・ユー (ヴォーカル & ピアノ・ヴァージョン)」(I Was Born To Love You (Vocal & Piano Version))           | Mercury    | 2:57  |
| 5.        | 「ロック・イン・リオ・ブルース (ロック・イン・リオ/シングル「ウインターズ・テイル」B面)」(Rock In Rio Blues (Live B-Side)) | Queen      | 4:35  |
| 6.        | 「ウインターズ・テイル (コージー・ファイアサイド・ミックス)」(A Winter's Tale (Cozy Fireside Mix))                         | Queen      | 3:49  |
| 合計時間: | 合計時間: | 合計時間:  | 23:18 |

| #  | タイトル                                                       | 作詞 | 作曲・編曲 |
| -- | -------------------------------------------------------------- | ---- | ---------- |
| 7. | 「(Heart-Ache) Too Much Love Will Kill You」(Promo Video/1995) |      |            |
| 8. | 「Heaven for Everyone」                                        |      |            |
| 9. | 「A Winter's Tale」(Alternative Promo Video/1995)              |      |            |

## 曲解説

### イッツ・ア・ビューティフル・デイ
2011年にアルバム『ザ・ゲーム』が再発された際のボーナストラックに1980年4月収録とされるフレディのボーカルとピアノ伴奏による1分半ほどの当曲のデモトラックが"オリジナル・スポンテニアス・アイデア"として収録されている。この時の音源に楽器を追加するなどし2分半ほどの曲に仕上がっている。

### メイド・イン・ヘヴン
フレディのソロ・アルバム『Mr.バッド・ガイ』から。演奏はメンバーが差し替え。

### レット・ミー・リヴ
アルバム『ザ・ワークス』に向けてのセッションでロッド・スチュワートと共に制作された。クイーンのオリジナルアルバムの楽曲で唯一3人がボーカルをリレーしている曲。

### マザー・ラヴ
フレディの生前最後のボーカルトラックと言われる。フレディが最終コーラスまで録りきることができなかったため最終コーラスはブライアンが歌っている。

### マイ・ライフ・ハズ・ビーン・セイヴド
アルバム『ザ・ミラクル』時に録音された、シングル「スキャンダル」のカップリングとなった曲。このアルバム収録にあたりアレンジが変更された。

### ボーン・トゥ・ラヴ・ユー
フレディのソロ・アルバム『Mr.バッド・ガイ』からの楽曲。メンバーが楽器をオーバーダブしている。

### ヘヴン・フォー・エヴリワン
ロジャーのソロ・プロジェクト・バンドであるザ・クロスのアルバム収録曲で、ゲスト・ボーカルとしてフレディを起用したテイクのボーカル部分を使用。演奏はメンバーによって差し替えたもの。クロスのシングル・バージョンでは、ロジャーが歌っている。

### トゥー・マッチ・ラヴ・ウィル・キル・ユー
フレディ・マーキュリー追悼コンサートでお披露目され、後にブライアンのソロ･アルバム『バック・トゥ・ザ・ライト〜光にむかって〜』に収録された曲。ブライアン盤の邦題は「愛の結末〜トゥー・マッチ・ラヴ・ウィル・キル・ユー〜」。このバージョンは、フレディのボーカル・バージョン。

### ユー・ドント・フール・ミー
プロデューサーのデイヴィッド・リチャーズが残されたフレディのボーカルなどを組み合わせ1つの曲として再構築し3人に提示されたものに演奏やコーラスを付けたといわれる。

### ウインターズ・テイル
スイス・モントルーのフレディの別荘で書かれた、彼が単独で作曲した最後の曲。歌詞に「Kind of Magic」という単語が出てくる。

### イッツ・ア・ビューティフル・デイ（リプライズ）
途中までは1曲目と同じだが、途中からハードロックに変わり、「輝ける7つの海」の一部も聴こえる。

### 隠しトラック
ジャケットの曲目一覧は11曲まで記載されており、12曲目、13曲目はない。
12曲目は「イッツ・ア・ビューティフル・デイ（リプライズ）」の最後の4秒、フレディが"Yeah"と歌う箇所を別トラック扱いとして分割したものである。13曲目は22分以上にも及ぶトラックになっており、天国の風景を表現したような作品になっている。プロデューサーのデヴィッド・リチャーズの証言によると『イッツ・ア・ビューティフル・デイ』の編曲をしていて思いついた曲だという。最後はフレディの"Fab !"という言葉で終わる。
12曲目、13曲目について、ストリーミング配信されている音源のタイトルはそれぞれ「Yeah」「Untitled」となっている。

#### アナログ盤における13曲目
1995年にリリースされた限定アナログ盤には13曲目は収録されていないが、フレディの"Yeah"の後に13曲目の冒頭部分の音がレコードの最後の溝にまで収録されている。従ってレコードを針を上げない限りこの音をずっと聴くことができる。
2015年にリリースされたアナログ盤は2枚組になり、D面に13曲目が収録された。ジャケット上、この曲のタイトルは"13"として記載されている。

## 参加ミュージシャン
クイーン
- フレディ・マーキュリー - リードヴォーカル、コーラス(＃2,6,7,9,10)、ピアノ(＃1-4,6,11)、キーボード(＃6,10)、シンセサイザー(＃2)、ドラムマシン(＃4)
- ブライアン・メイ - エレクトリック・ギター、リードヴォーカル(＃3,4)、コーラス(＃3,7,8,9,10,11)、ピアノ(＃8)、キーボード(＃4,6)、オルガン(＃3)
- ロジャー・テイラー - ドラムス、パーカッション(＃1,2,3,6,9)、リードヴォーカル(＃3)、コーラス(＃3,7,8,9,10)、キーボード(＃7,9)
- ジョン・ディーコン - エレクトリックベース、エレクトリック・ギター(＃5)、キーボード(＃1,5,11)

外部ミュージシャン
- レベッカ・リー・ホワイト、ゲイリー・マーティン、キャサリン・ポーター、ミリアム・ストックリー - コーラス(＃3)
- デヴィッド・リチャーズ（英語版） - キーボード(＃5,8,13)、プログラミング(＃8)
- スパイク・エドニー - キーボード(＃7)
- エルダル・キジルケイ（英語版） - ベース(＃7)

## 楽曲を使用している作品

### イッツ・ア・ビューティフル・デイ
- CM
  - ホンダフィット

### ボーン・トゥ・ラヴ・ユー
- CM
  - ノエビア※フレディ版
  - キリン「一番搾り（生ビール）」（福山雅治･唐沢寿明出演）※クイーン版　
  - アサヒ飲料・SUPER H2O（スポーツドリンク）※クイーン版
  - アサヒ「スーパードライ（生ビール）」※クイーン版
  - 日清食品「カップヌードル（カップ麺）」※クイーン版
  - 三井不動産 - アメリカの歌手ケイレブ・ジェイムスによるカバー。
  - SUBARU「IMPREZA（自動車）」※クイーン版

- TVドラマ 
  - プライド ※クイーン版

- その他
  - マジカル頭脳パワー!!エンディングテーマ (1995年)
  - 千葉ロッテマリーンズの波留敏夫の登場曲（2004年）※クイーン版
  - 北海道日本ハムファイターズの稲葉篤紀の登場曲　※クイーン版／～2008年・2009年からはチャンス時のみ
  - プロボクサー田中恒成の入場曲　※クイーン版／プロ3戦目より

その他、さまざまなTV番組でBGMとして使用されている。

### トゥー・マッチ・ラヴ・ウィル・キル・ユー
- TVドラマ
  - スキャンダル - 主題歌。 ※ブライアン版